# ウィスコンシン州選出のアメリカ合衆国上院議員
以下は、ウィスコンシン州選出のアメリカ合衆国上院議員の一覧である。
ウィスコンシン州は、1848年5月29日に連邦に加わった。

## 上院議員一覧
| 第1部 第1部の上院議員は西暦年を6で除算したときの剰余が1と等しい年が任期末である。最近では1994年, 2000年, 2006年, 2012年に改選されている。次の選挙は2018年を予定している。 | 第1部 第1部の上院議員は西暦年を6で除算したときの剰余が1と等しい年が任期末である。最近では1994年, 2000年, 2006年, 2012年に改選されている。次の選挙は2018年を予定している。 | 第1部 第1部の上院議員は西暦年を6で除算したときの剰余が1と等しい年が任期末である。最近では1994年, 2000年, 2006年, 2012年に改選されている。次の選挙は2018年を予定している。 | 第1部 第1部の上院議員は西暦年を6で除算したときの剰余が1と等しい年が任期末である。最近では1994年, 2000年, 2006年, 2012年に改選されている。次の選挙は2018年を予定している。 | 第1部 第1部の上院議員は西暦年を6で除算したときの剰余が1と等しい年が任期末である。最近では1994年, 2000年, 2006年, 2012年に改選されている。次の選挙は2018年を予定している。 | 第1部 第1部の上院議員は西暦年を6で除算したときの剰余が1と等しい年が任期末である。最近では1994年, 2000年, 2006年, 2012年に改選されている。次の選挙は2018年を予定している。 | 議会                               | 第3部 第3部の上院議員は西暦年を6で除算したときの剰余が5と等しい年が任期末である。最近では1998年, 2004年, 2010年,2016年に改選されている。次の選挙は2022年を予定している。 | 第3部 第3部の上院議員は西暦年を6で除算したときの剰余が5と等しい年が任期末である。最近では1998年, 2004年, 2010年,2016年に改選されている。次の選挙は2022年を予定している。 | 第3部 第3部の上院議員は西暦年を6で除算したときの剰余が5と等しい年が任期末である。最近では1998年, 2004年, 2010年,2016年に改選されている。次の選挙は2022年を予定している。 | 第3部 第3部の上院議員は西暦年を6で除算したときの剰余が5と等しい年が任期末である。最近では1998年, 2004年, 2010年,2016年に改選されている。次の選挙は2022年を予定している。 | 第3部 第3部の上院議員は西暦年を6で除算したときの剰余が5と等しい年が任期末である。最近では1998年, 2004年, 2010年,2016年に改選されている。次の選挙は2022年を予定している。 | 第3部 第3部の上院議員は西暦年を6で除算したときの剰余が5と等しい年が任期末である。最近では1998年, 2004年, 2010年,2016年に改選されている。次の選挙は2022年を予定している。 |
| # | 氏名 | 所属政党 | 在職期間 | 選挙歴 | 任期 | 議会                               | 任期 | 選挙歴 | 在職期間 | 所属政党 | 氏名 | # |
| 空席 | 空席 | 空席 | 1848年5月29日 – 1848年6月8日 | 連邦加入10日後に上院議員を選出 | 1 | 30                                 | 1 | 連邦加入10日後に上院議員を選出 | 1848年5月29日 – 1848年6月8日 | 空席 | 空席 | 空席 |
| 1 | ヘンリー・ドッジ | 民主党 | 1848年6月8日 – 1857年3月4日 | 1848年選出 | 1 | 30                                 | 1 | 1848年選出 | 1848年6月8日 – 1855年3月4日 | 民主党 | アイザック・P・ウォーカー | 1 |
| 1 | ヘンリー・ドッジ | 民主党 | 1848年6月8日 – 1857年3月4日 | 1848年選出 | 1 | 31                                 | 2 | 1849年再選 引退 | 1848年6月8日 – 1855年3月4日 | 民主党 | アイザック・P・ウォーカー | 1 |
| 1 | ヘンリー・ドッジ | 民主党 | 1848年6月8日 – 1857年3月4日 | 1851年再選 引退 | 2 | 32                                 | 2 | 1849年再選 引退 | 1848年6月8日 – 1855年3月4日 | 民主党 | アイザック・P・ウォーカー | 1 |
| 1 | ヘンリー・ドッジ | 民主党 | 1848年6月8日 – 1857年3月4日 | 1851年再選 引退 | 2 | 33                                 | 2 | 1849年再選 引退 | 1848年6月8日 – 1855年3月4日 | 民主党 | アイザック・P・ウォーカー | 1 |
| 1 | ヘンリー・ドッジ | 民主党 | 1848年6月8日 – 1857年3月4日 | 1851年再選 引退 | 2 | 34                                 | 3 | 1854年選出 | 1855年3月4日 – 1861年3月3日 | 共和党 | チャールズ・ダーキー | 2 |
| 2 | ジェイムズ・R・ドゥーリトル | 共和党 | 1857年3月4日 – 1869年3月4日 | 1857年選出 | 3 | 35                                 | 3 | 1854年選出 | 1855年3月4日 – 1861年3月3日 | 共和党 | チャールズ・ダーキー | 2 |
| 2 | ジェイムズ・R・ドゥーリトル | 共和党 | 1857年3月4日 – 1869年3月4日 | 1857年選出 | 3 | 36                                 | 3 | 1854年選出 | 1855年3月4日 – 1861年3月3日 | 共和党 | チャールズ・ダーキー | 2 |
| 2 | ジェイムズ・R・ドゥーリトル | 共和党 | 1857年3月4日 – 1869年3月4日 | 1857年選出 | 3 | 37                                 | 4 | 1861年選出 | 1861年3月4日 – 1879年3月4日 | 共和党 | ティモシー・O・ハウ | 3 |
| 2 | ジェイムズ・R・ドゥーリトル | 共和党 | 1857年3月4日 – 1869年3月4日 | 1863年再選 | 4 | 38                                 | 4 | 1861年選出 | 1861年3月4日 – 1879年3月4日 | 共和党 | ティモシー・O・ハウ | 3 |
| 2 | ジェイムズ・R・ドゥーリトル | 共和党 | 1857年3月4日 – 1869年3月4日 | 1863年再選 | 4 | 39                                 | 4 | 1861年選出 | 1861年3月4日 – 1879年3月4日 | 共和党 | ティモシー・O・ハウ | 3 |
| 2 | ジェイムズ・R・ドゥーリトル | 共和党 | 1857年3月4日 – 1869年3月4日 | 1863年再選 | 4 | 40                                 | 5 | 1866年再選 | 1861年3月4日 – 1879年3月4日 | 共和党 | ティモシー・O・ハウ | 3 |
| 3 | マシュー・H・カーペンター | 共和党 | 1869年3月4日 – 1875年3月4日 | 1868年 or 1869年選出 再選に失敗 | 5 | 41                                 | 5 | 1866年再選 | 1861年3月4日 – 1879年3月4日 | 共和党 | ティモシー・O・ハウ | 3 |
| 3 | マシュー・H・カーペンター | 共和党 | 1869年3月4日 – 1875年3月4日 | 1868年 or 1869年選出 再選に失敗 | 5 | 42                                 | 5 | 1866年再選 | 1861年3月4日 – 1879年3月4日 | 共和党 | ティモシー・O・ハウ | 3 |
| 3 | マシュー・H・カーペンター | 共和党 | 1869年3月4日 – 1875年3月4日 | 1868年 or 1869年選出 再選に失敗 | 5 | 43                                 | 6 | 1872年再選 再選に失敗 | 1861年3月4日 – 1879年3月4日 | 共和党 | ティモシー・O・ハウ | 3 |
| 4 | アンガス・キャメロン | 共和党 | 1875年3月4日 – 1881年3月4日 | 1875年選出 引退 | 6 | 44                                 | 6 | 1872年再選 再選に失敗 | 1861年3月4日 – 1879年3月4日 | 共和党 | ティモシー・O・ハウ | 3 |
| 4 | アンガス・キャメロン | 共和党 | 1875年3月4日 – 1881年3月4日 | 1875年選出 引退 | 6 | 45                                 | 6 | 1872年再選 再選に失敗 | 1861年3月4日 – 1879年3月4日 | 共和党 | ティモシー・O・ハウ | 3 |
| 4 | アンガス・キャメロン | 共和党 | 1875年3月4日 – 1881年3月4日 | 1875年選出 引退 | 6 | 46                                 | 7 | 1879年選出 死去 | 1879年3月4日 – 1881年2月24日 | 共和党 | マシュー・H・カーペンター | 4 |
| 4 | アンガス・キャメロン | 共和党 | 1875年3月4日 – 1881年3月4日 | 1875年選出 引退 | 6 | 46                                 | 7 | | 1881年2月24日 – 1881年3月14日 | 空席 | 空席 | 空席 |
| 5 | フィルトゥス・ソーヤー | 共和党 | 1881年3月4日 – 1893年3月4日 | 1881年選出 | 7 | 47                                 | 7 | | 1881年2月24日 – 1881年3月14日 | 空席 | 空席 | 空席 |
| 5 | フィルトゥス・ソーヤー | 共和党 | 1881年3月4日 – 1893年3月4日 | 1881年選出 | 7 | 47                                 | 7 | カーペンター死去による補欠選挙で選出 引退 | 1881年3月14日 – 1885年3月4日 | 共和党 | アンガス・キャメロン | 5 |
| 5 | フィルトゥス・ソーヤー | 共和党 | 1881年3月4日 – 1893年3月4日 | 1881年選出 | 7 | 48                                 | 7 | カーペンター死去による補欠選挙で選出 引退 | 1881年3月14日 – 1885年3月4日 | 共和党 | アンガス・キャメロン | 5 |
| 5 | フィルトゥス・ソーヤー | 共和党 | 1881年3月4日 – 1893年3月4日 | 1881年選出 | 7 | 49                                 | 8 | 1885年選出 再選に失敗 | 1885年3月4日 – 1891年3月4日 | 共和党 | ジョン・コーイト・スプーナー | 6 |
| 5 | フィルトゥス・ソーヤー | 共和党 | 1881年3月4日 – 1893年3月4日 | 1887年再選 引退 | 8 | 50                                 | 8 | 1885年選出 再選に失敗 | 1885年3月4日 – 1891年3月4日 | 共和党 | ジョン・コーイト・スプーナー | 6 |
| 5 | フィルトゥス・ソーヤー | 共和党 | 1881年3月4日 – 1893年3月4日 | 1887年再選 引退 | 8 | 51                                 | 8 | 1885年選出 再選に失敗 | 1885年3月4日 – 1891年3月4日 | 共和党 | ジョン・コーイト・スプーナー | 6 |
| 5 | フィルトゥス・ソーヤー | 共和党 | 1881年3月4日 – 1893年3月4日 | 1887年再選 引退 | 8 | 52                                 | 9 | 1890年選出 再指名に失敗 | 1891年3月4日 – 1897年3月4日 | 民主党 | ウィリアム・F・ヴァイラス | 7 |
| 6 | ジョン・L・ミッチェル | 民主党 | 1893年3月4日 – 1899年3月4日 | 1893年選出 引退 | 9 | 53                                 | 9 | 1890年選出 再指名に失敗 | 1891年3月4日 – 1897年3月4日 | 民主党 | ウィリアム・F・ヴァイラス | 7 |
| 6 | ジョン・L・ミッチェル | 民主党 | 1893年3月4日 – 1899年3月4日 | 1893年選出 引退 | 9 | 54                                 | 9 | 1890年選出 再指名に失敗 | 1891年3月4日 – 1897年3月4日 | 民主党 | ウィリアム・F・ヴァイラス | 7 |
| 6 | ジョン・L・ミッチェル | 民主党 | 1893年3月4日 – 1899年3月4日 | 1893年選出 引退 | 9 | 55                                 | 10 | 1897年1月26日選出 | 1897年3月4日 – 1907年4月30日 | 共和党 | ジョン・コーイト・スプーナー | 8 |
| 7 | ジョーゼフ・V・クォールズ | 共和党 | 1899年3月4日 – 1905年3月4日 | 1899年選出 引退 | 10 | 56                                 | 10 | 1897年1月26日選出 | 1897年3月4日 – 1907年4月30日 | 共和党 | ジョン・コーイト・スプーナー | 8 |
| 7 | ジョーゼフ・V・クォールズ | 共和党 | 1899年3月4日 – 1905年3月4日 | 1899年選出 引退 | 10 | 57                                 | 10 | 1897年1月26日選出 | 1897年3月4日 – 1907年4月30日 | 共和党 | ジョン・コーイト・スプーナー | 8 |
| 7 | ジョーゼフ・V・クォールズ | 共和党 | 1899年3月4日 – 1905年3月4日 | 1899年選出 引退 | 10 | 58                                 | 11 | 1903年1月27日再選 死去 | 1897年3月4日 – 1907年4月30日 | 共和党 | ジョン・コーイト・スプーナー | 8 |
| 8 | ロバート・M・ラフォレット・シニア | 共和党 | 1905年3月4日 – 1925年6月18日 | 1905年1月25日選出 (ウィスコンシン州知事としての任期を終えるため、実際には1906年1月2日まで議席に就かなかった)                                                              | 11 | 59                                 | 11 | 1903年1月27日再選 死去 | 1897年3月4日 – 1907年4月30日 | 共和党 | ジョン・コーイト・スプーナー | 8 |
| 8 | ロバート・M・ラフォレット・シニア | 共和党 | 1905年3月4日 – 1925年6月18日 | 1905年1月25日選出 (ウィスコンシン州知事としての任期を終えるため、実際には1906年1月2日まで議席に就かなかった)                                                              | 11 | 60                                 | 11 | 1903年1月27日再選 死去 | 1897年3月4日 – 1907年4月30日 | 共和党 | ジョン・コーイト・スプーナー | 8 |
| 8 | ロバート・M・ラフォレット・シニア | 共和党 | 1905年3月4日 – 1925年6月18日 | 1905年1月25日選出 (ウィスコンシン州知事としての任期を終えるため、実際には1906年1月2日まで議席に就かなかった)                                                              | 11 |                                    | 11 | 1907年4月30日 – 1907年5月17日 | 空席 | 空席 | 空席 | |
| 8 | ロバート・M・ラフォレット・シニア | 共和党 | 1905年3月4日 – 1925年6月18日 | 1905年1月25日選出 (ウィスコンシン州知事としての任期を終えるため、実際には1906年1月2日まで議席に就かなかった)                                                              | 11 | スプーナー辞職による補欠選挙で選出 | 11 | 1907年5月17日 – 1915年3月4日 | 共和党 | アイザック・スティーヴンソン | 9 | |
| 8 | ロバート・M・ラフォレット・シニア | 共和党 | 1905年3月4日 – 1925年6月18日 | 1905年1月25日選出 (ウィスコンシン州知事としての任期を終えるため、実際には1906年1月2日まで議席に就かなかった)                                                              | 11 | 61                                 | 12 | 1907年5月17日 – 1915年3月4日 | 共和党 | アイザック・スティーヴンソン | 9 | 1909年再選 引退 |
| 8 | ロバート・M・ラフォレット・シニア | 共和党 | 1905年3月4日 – 1925年6月18日 | 1911年再選 | 12 | 62                                 | 12 | 1907年5月17日 – 1915年3月4日 | 共和党 | アイザック・スティーヴンソン | 9 | 1909年再選 引退 |
| 8 | ロバート・M・ラフォレット・シニア | 共和党 | 1905年3月4日 – 1925年6月18日 | 1911年再選 | 12 | 63                                 | 12 | 1907年5月17日 – 1915年3月4日 | 共和党 | アイザック・スティーヴンソン | 9 | 1909年再選 引退 |
| 8 | ロバート・M・ラフォレット・シニア | 共和党 | 1905年3月4日 – 1925年6月18日 | 1911年再選 | 12 | 64                                 | 13 | 1914年選出 死去 | 1915年3月4日 – 1917年10月21日 | 民主党 | ポール・O・ハスティング | 10 |
| 8 | ロバート・M・ラフォレット・シニア | 共和党 | 1905年3月4日 – 1925年6月18日 | 1916年再選 | 13 | 65                                 | 13 | 1914年選出 死去 | 1915年3月4日 – 1917年10月21日 | 民主党 | ポール・O・ハスティング | 10 |
| 8 | ロバート・M・ラフォレット・シニア | 共和党 | 1905年3月4日 – 1925年6月18日 | 1916年再選 | 13 | 65                                 | 13 | | 1917年10月21日 – 1918年4月18日 | 空席 | 空席 | 空席 |
| 8 | ロバート・M・ラフォレット・シニア | 共和党 | 1905年3月4日 – 1925年6月18日 | 1916年再選 | 13 | 65                                 | 13 | 1918年4月2日ハスティング死去による補欠選挙で選出 | 1918年4月18日 – 1927年3月4日 | 共和党 | アーヴィン・レンルート | 11 |
| 8 | ロバート・M・ラフォレット・シニア | 共和党 | 1905年3月4日 – 1925年6月18日 | 1916年再選 | 13 | 66                                 | 13 | 1918年4月2日ハスティング死去による補欠選挙で選出 | 1918年4月18日 – 1927年3月4日 | 共和党 | アーヴィン・レンルート | 11 |
| 8 | ロバート・M・ラフォレット・シニア | 共和党 | 1905年3月4日 – 1925年6月18日 | 1916年再選 | 13 | 67                                 | 14 | 1920年再選 再指名に失敗 | 1918年4月18日 – 1927年3月4日 | 共和党 | アーヴィン・レンルート | 11 |
| 8 | ロバート・M・ラフォレット・シニア | 共和党 | 1905年3月4日 – 1925年6月18日 | 1922年再選 死去 | 14 | 68                                 | 14 | 1920年再選 再指名に失敗 | 1918年4月18日 – 1927年3月4日 | 共和党 | アーヴィン・レンルート | 11 |
| 8 | ロバート・M・ラフォレット・シニア | 共和党 | 1905年3月4日 – 1925年6月18日 | 1922年再選 死去 | 14 | 69                                 | 14 | 1920年再選 再指名に失敗 | 1918年4月18日 – 1927年3月4日 | 共和党 | アーヴィン・レンルート | 11 |
| 空席 | 空席 | 空席 | 1925年6月18日 – 1925年9月30日 | | 14 |                                    | 14 | 1920年再選 再指名に失敗 | 1918年4月18日 – 1927年3月4日 | 共和党 | アーヴィン・レンルート | 11 |
| 9 | ロバート・M・ラ・フォレット・ジュニア | 共和党 | 1925年9月30日 – 1947年1月3日 | 父の死去による補欠選挙で選出 | 14 |                                    | 14 | 1920年再選 再指名に失敗 | 1918年4月18日 – 1927年3月4日 | 共和党 | アーヴィン・レンルート | 11 |
| 9 | ロバート・M・ラ・フォレット・ジュニア | 共和党 | 1925年9月30日 – 1947年1月3日 | 父の死去による補欠選挙で選出 | 14 | 70                                 | 15 | 1926年選出 再指名に失敗 | 1927年3月4日 – 1933年3月4日 | 共和党 | ジョン・J・ブレイン | 12 |
| 9 | ロバート・M・ラ・フォレット・ジュニア | 共和党 | 1925年9月30日 – 1947年1月3日 | 1928年再選 | 15 | 71                                 | 15 | 1926年選出 再指名に失敗 | 1927年3月4日 – 1933年3月4日 | 共和党 | ジョン・J・ブレイン | 12 |
| 9 | ロバート・M・ラ・フォレット・ジュニア | 共和党 | 1925年9月30日 – 1947年1月3日 | 1928年再選 | 15 | 72                                 | 15 | 1926年選出 再指名に失敗 | 1927年3月4日 – 1933年3月4日 | 共和党 | ジョン・J・ブレイン | 12 |
| 9 | ロバート・M・ラ・フォレット・ジュニア | 共和党 | 1925年9月30日 – 1947年1月3日 | 1928年再選 | 15 | 73                                 | 16 | 1932年選出 再選に失敗 | 1933年3月4日 – 1939年1月3日 | 民主党 | F・ライアン・ダフィ | 13 |
| 9 | ロバート・M・ラ・フォレット・ジュニア | 進歩党 | 1925年9月30日 – 1947年1月3日 | 1934年再選 | 16 | 74                                 | 16 | 1932年選出 再選に失敗 | 1933年3月4日 – 1939年1月3日 | 民主党 | F・ライアン・ダフィ | 13 |
| 9 | ロバート・M・ラ・フォレット・ジュニア | 進歩党 | 1925年9月30日 – 1947年1月3日 | 1934年再選 | 16 | 75                                 | 16 | 1932年選出 再選に失敗 | 1933年3月4日 – 1939年1月3日 | 民主党 | F・ライアン・ダフィ | 13 |
| 9 | ロバート・M・ラ・フォレット・ジュニア | 進歩党 | 1925年9月30日 – 1947年1月3日 | 1934年再選 | 16 | 76                                 | 17 | 1938年選出 | 1939年1月3日 – 1963年1月3日 | 共和党 | アレグザンダー・ワイリー | 14 |
| 9 | ロバート・M・ラ・フォレット・ジュニア | 進歩党 | 1925年9月30日 – 1947年1月3日 | 1940年再選 再指名に失敗 | 17 | 77                                 | 17 | 1938年選出 | 1939年1月3日 – 1963年1月3日 | 共和党 | アレグザンダー・ワイリー | 14 |
| 9 | ロバート・M・ラ・フォレット・ジュニア | 進歩党 | 1925年9月30日 – 1947年1月3日 | 1940年再選 再指名に失敗 | 17 | 78                                 | 17 | 1938年選出 | 1939年1月3日 – 1963年1月3日 | 共和党 | アレグザンダー・ワイリー | 14 |
| 9 | ロバート・M・ラ・フォレット・ジュニア | 進歩党 | 1925年9月30日 – 1947年1月3日 | 1940年再選 再指名に失敗 | 17 | 79                                 | 18 | 1944年再選 | 1939年1月3日 – 1963年1月3日 | 共和党 | アレグザンダー・ワイリー | 14 |
| 10 | ジョセフ・マッカーシー | 共和党 | 1947年1月3日 – 1957年5月2日 | 1946年選出 | 18 | 80議会                             | 18 | 1944年再選 | 1939年1月3日 – 1963年1月3日 | 共和党 | アレグザンダー・ワイリー | 14 |
| 10 | ジョセフ・マッカーシー | 共和党 | 1947年1月3日 – 1957年5月2日 | 1946年選出 | 18 | 81                                 | 18 | 1944年再選 | 1939年1月3日 – 1963年1月3日 | 共和党 | アレグザンダー・ワイリー | 14 |
| 10 | ジョセフ・マッカーシー | 共和党 | 1947年1月3日 – 1957年5月2日 | 1946年選出 | 18 | 82                                 | 19 | 1950年再選 | 1939年1月3日 – 1963年1月3日 | 共和党 | アレグザンダー・ワイリー | 14 |
| 10 | ジョセフ・マッカーシー | 共和党 | 1947年1月3日 – 1957年5月2日 | 1952年再選 死去 | 19 | 83                                 | 19 | 1950年再選 | 1939年1月3日 – 1963年1月3日 | 共和党 | アレグザンダー・ワイリー | 14 |
| 10 | ジョセフ・マッカーシー | 共和党 | 1947年1月3日 – 1957年5月2日 | 1952年再選 死去 | 19 | 84                                 | 19 | 1950年再選 | 1939年1月3日 – 1963年1月3日 | 共和党 | アレグザンダー・ワイリー | 14 |
| 10 | ジョセフ・マッカーシー | 共和党 | 1947年1月3日 – 1957年5月2日 | 1952年再選 死去 | 19 | 85                                 | 20 | 1956年再選 再選に失敗 | 1939年1月3日 – 1963年1月3日 | 共和党 | アレグザンダー・ワイリー | 14 |
| 空席 | 空席 | 空席 | 1957年5月3日 – 1957年8月27日 | | 19 | 85                                 | 20 | 1956年再選 再選に失敗 | 1939年1月3日 – 1963年1月3日 | 共和党 | アレグザンダー・ワイリー | 14 |
| 11 | ウィリアム・プロクスマイアー | 民主党 | 1957年8月28日 – 1989年1月3日 | マッカーシー死去による補欠選挙で選出 | 19 | 85                                 | 20 | 1956年再選 再選に失敗 | 1939年1月3日 – 1963年1月3日 | 共和党 | アレグザンダー・ワイリー | 14 |
| 11 | ウィリアム・プロクスマイアー | 民主党 | 1957年8月28日 – 1989年1月3日 | 1958年再選 | 20 | 86                                 | 20 | 1956年再選 再選に失敗 | 1939年1月3日 – 1963年1月3日 | 共和党 | アレグザンダー・ワイリー | 14 |
| 11 | ウィリアム・プロクスマイアー | 民主党 | 1957年8月28日 – 1989年1月3日 | 1958年再選 | 20 | 87                                 | 20 | 1956年再選 再選に失敗 | 1939年1月3日 – 1963年1月3日 | 共和党 | アレグザンダー・ワイリー | 14 |
| 11 | ウィリアム・プロクスマイアー | 民主党 | 1957年8月28日 – 1989年1月3日 | 1958年再選 | 20 | 88                                 | 21 | 1962年選出 | 1963年1月8日 – 1981年1月3日 | 民主党 | ゲイロード・A・ネルソン | 15 |
| 11 | ウィリアム・プロクスマイアー | 民主党 | 1957年8月28日 – 1989年1月3日 | 1964年再選 | 21 | 89                                 | 21 | 1962年選出 | 1963年1月8日 – 1981年1月3日 | 民主党 | ゲイロード・A・ネルソン | 15 |
| 11 | ウィリアム・プロクスマイアー | 民主党 | 1957年8月28日 – 1989年1月3日 | 1964年再選 | 21 | 90                                 | 21 | 1962年選出 | 1963年1月8日 – 1981年1月3日 | 民主党 | ゲイロード・A・ネルソン | 15 |
| 11 | ウィリアム・プロクスマイアー | 民主党 | 1957年8月28日 – 1989年1月3日 | 1964年再選 | 21 | 91                                 | 22 | 1968年再選 | 1963年1月8日 – 1981年1月3日 | 民主党 | ゲイロード・A・ネルソン | 15 |
| 11 | ウィリアム・プロクスマイアー | 民主党 | 1957年8月28日 – 1989年1月3日 | 1970年再選 | 22 | 92                                 | 22 | 1968年再選 | 1963年1月8日 – 1981年1月3日 | 民主党 | ゲイロード・A・ネルソン | 15 |
| 11 | ウィリアム・プロクスマイアー | 民主党 | 1957年8月28日 – 1989年1月3日 | 1970年再選 | 22 | 93                                 | 22 | 1968年再選 | 1963年1月8日 – 1981年1月3日 | 民主党 | ゲイロード・A・ネルソン | 15 |
| 11 | ウィリアム・プロクスマイアー | 民主党 | 1957年8月28日 – 1989年1月3日 | 1970年再選 | 22 | 94                                 | 23 | 1974年再選 再選に失敗 | 1963年1月8日 – 1981年1月3日 | 民主党 | ゲイロード・A・ネルソン | 15 |
| 11 | ウィリアム・プロクスマイアー | 民主党 | 1957年8月28日 – 1989年1月3日 | 1976年再選 | 23 | 95                                 | 23 | 1974年再選 再選に失敗 | 1963年1月8日 – 1981年1月3日 | 民主党 | ゲイロード・A・ネルソン | 15 |
| 11 | ウィリアム・プロクスマイアー | 民主党 | 1957年8月28日 – 1989年1月3日 | 1976年再選 | 23 | 96                                 | 23 | 1974年再選 再選に失敗 | 1963年1月8日 – 1981年1月3日 | 民主党 | ゲイロード・A・ネルソン | 15 |
| 11 | ウィリアム・プロクスマイアー | 民主党 | 1957年8月28日 – 1989年1月3日 | 1976年再選 | 23 | 97                                 | 24 | 1980年選出 | 1981年1月3日 – 1993年1月3日 | 共和党 | ロバート・W・カステン・ジュニア | 16 |
| 11 | ウィリアム・プロクスマイアー | 民主党 | 1957年8月28日 – 1989年1月3日 | 1982年再選 引退 | 24 | 98                                 | 24 | 1980年選出 | 1981年1月3日 – 1993年1月3日 | 共和党 | ロバート・W・カステン・ジュニア | 16 |
| 11 | ウィリアム・プロクスマイアー | 民主党 | 1957年8月28日 – 1989年1月3日 | 1982年再選 引退 | 24 | 99                                 | 24 | 1980年選出 | 1981年1月3日 – 1993年1月3日 | 共和党 | ロバート・W・カステン・ジュニア | 16 |
| 11 | ウィリアム・プロクスマイアー | 民主党 | 1957年8月28日 – 1989年1月3日 | 1982年再選 引退 | 24 | 100                                | 25 | 1986年再選 再選に失敗 | 1981年1月3日 – 1993年1月3日 | 共和党 | ロバート・W・カステン・ジュニア | 16 |
| 12 | ハーブ・コール | 民主党 | 1989年1月3日 – 2013年1月3日 | 1988年選出 | 25 | 101                                | 25 | 1986年再選 再選に失敗 | 1981年1月3日 – 1993年1月3日 | 共和党 | ロバート・W・カステン・ジュニア | 16 |
| 12 | ハーブ・コール | 民主党 | 1989年1月3日 – 2013年1月3日 | 1988年選出 | 25 | 102                                | 25 | 1986年再選 再選に失敗 | 1981年1月3日 – 1993年1月3日 | 共和党 | ロバート・W・カステン・ジュニア | 16 |
| 12 | ハーブ・コール | 民主党 | 1989年1月3日 – 2013年1月3日 | 1988年選出 | 25 | 103                                | 26 | 1992年選出 | 1993年1月3日 – 2011年1月3日 | 民主党 | ラス・ファインゴールド | 17 |
| 12 | ハーブ・コール | 民主党 | 1989年1月3日 – 2013年1月3日 | 1994年再選 | 26 | 104                                | 26 | 1992年選出 | 1993年1月3日 – 2011年1月3日 | 民主党 | ラス・ファインゴールド | 17 |
| 12 | ハーブ・コール | 民主党 | 1989年1月3日 – 2013年1月3日 | 1994年再選 | 26 | 105                                | 26 | 1992年選出 | 1993年1月3日 – 2011年1月3日 | 民主党 | ラス・ファインゴールド | 17 |
| 12 | ハーブ・コール | 民主党 | 1989年1月3日 – 2013年1月3日 | 1994年再選 | 26 | 106                                | 27 | 1998年再選 | 1993年1月3日 – 2011年1月3日 | 民主党 | ラス・ファインゴールド | 17 |
| 12 | ハーブ・コール | 民主党 | 1989年1月3日 – 2013年1月3日 | 2000年再選 | 27 | 107                                | 27 | 1998年再選 | 1993年1月3日 – 2011年1月3日 | 民主党 | ラス・ファインゴールド | 17 |
| 12 | ハーブ・コール | 民主党 | 1989年1月3日 – 2013年1月3日 | 2000年再選 | 27 | 108                                | 27 | 1998年再選 | 1993年1月3日 – 2011年1月3日 | 民主党 | ラス・ファインゴールド | 17 |
| 12 | ハーブ・コール | 民主党 | 1989年1月3日 – 2013年1月3日 | 2000年再選 | 27 | 109                                | 28 | 2004年再選 再選に失敗 | 1993年1月3日 – 2011年1月3日 | 民主党 | ラス・ファインゴールド | 17 |
| 12 | ハーブ・コール | 民主党 | 1989年1月3日 – 2013年1月3日 | 2006年再選 引退 | 28 | 110                                | 28 | 2004年再選 再選に失敗 | 1993年1月3日 – 2011年1月3日 | 民主党 | ラス・ファインゴールド | 17 |
| 12 | ハーブ・コール | 民主党 | 1989年1月3日 – 2013年1月3日 | 2006年再選 引退 | 28 | 111                                | 28 | 2004年再選 再選に失敗 | 1993年1月3日 – 2011年1月3日 | 民主党 | ラス・ファインゴールド | 17 |
| 12 | ハーブ・コール | 民主党 | 1989年1月3日 – 2013年1月3日 | 2006年再選 引退 | 28 | 112                                | 29 | 2010年選出 | 2011年1月3日 – 現職 | 共和党 | ロン・ジョンソン | 18 |
| 13 | タミー・ボールドウィン | 民主党 | 2013年1月3日 – 現職 | 2012年選出 | 29 | 113                                | 29 | 2010年選出 | 2011年1月3日 – 現職 | 共和党 | ロン・ジョンソン | 18 |
| 13 | タミー・ボールドウィン | 民主党 | 2013年1月3日 – 現職 | 2012年選出 | 29 | 114                                | 29 | 2010年選出 | 2011年1月3日 – 現職 | 共和党 | ロン・ジョンソン | 18 |
| 13 | タミー・ボールドウィン | 民主党 | 2013年1月3日 – 現職 | 2012年選出 | 29 | 115                                | 39 | 2016年再選 | 2011年1月3日 – 現職 | 共和党 | ロン・ジョンソン | 18 |
| 2018年改選予定 | 2018年改選予定 | 2018年改選予定 | 2018年改選予定 | 2018年改選予定 | 30 | 116                                | 39 | 2016年再選 | 2011年1月3日 – 現職 | 共和党 | ロン・ジョンソン | 18 |
| 2018年改選予定 | 2018年改選予定 | 2018年改選予定 | 2018年改選予定 | 2018年改選予定 | 30 | 117                                | 39 | 2016年再選 | 2011年1月3日 – 現職 | 共和党 | ロン・ジョンソン | 18 |
| 2018年改選予定 | 2018年改選予定 | 2018年改選予定 | 2018年改選予定 | 2018年改選予定 | 30 | 118                                | 31 | 2022年改選予定 | 2022年改選予定 | 2022年改選予定 | 2022年改選予定 | 2022年改選予定 |
| # | 氏名 | 所属政党 | 在職期間 | 選挙歴 | 任 期 |                                    | 任 期 | 選挙歴 | 在職期間 | 所属政党 | 氏名 | # |
| 第1部 | 第1部 | 第1部 | 第1部 | 第1部 | 第1部 | 第3部                              | 第3部 | 第3部 | 第3部 | 第3部 | 第3部 | |